# Arrondissement de Spandau
À ne pas confondre avec le quartier de Berlin-Spandau.
Spandau [ˈʃpandaʊ̯]  est le 5e arrondissement administratif (Bezirk) de Berlin, il est le plus à l'ouest de la ville. Il est situé au confluent de la Havel et de la Spree. 
L'arrondissement est jumelé à la commune française d'Asnières-sur-Seine depuis le 1er janvier 2010, après une procédure lancée en 1959.

## Histoire

### Campagnes deNapoléon
Après la bataille de Saalfeld le 10 octobre 1806 et celle d'Iéna le 14 octobre 1806, Claude Victor-Perrin reçoit la capitulation de la forteresse de Spandau lors de la poursuite de l'armée prussienne.

### District de Spandau
Le village de Spandau est intégré au Grand Berlin en 1920. Lors de la séparation, il faisait partie de Berlin-Ouest.

### Arrondissement de Spandau
En 2001, il fut l'un des trois anciens districts à avoir été transformé en arrondissement sans que ses limites territoriales ne soient modifiées.

## Démographie
| Année | Habitants |
| ----- | --------- |
| 1925  | 111.629   |
| 1933  | 146.472   |
| 1939  | 170.384   |
| 1946  | 159.599   |
| 1950  | 166.161   |
| 1961  | 172.663   |
| 1970  | 197.687   |
| 1987  | 201.915   |
| 2001  | 223.898   |
| 2010  | 223.724   |
| 2017  | 239.242   |

## Les quartiers

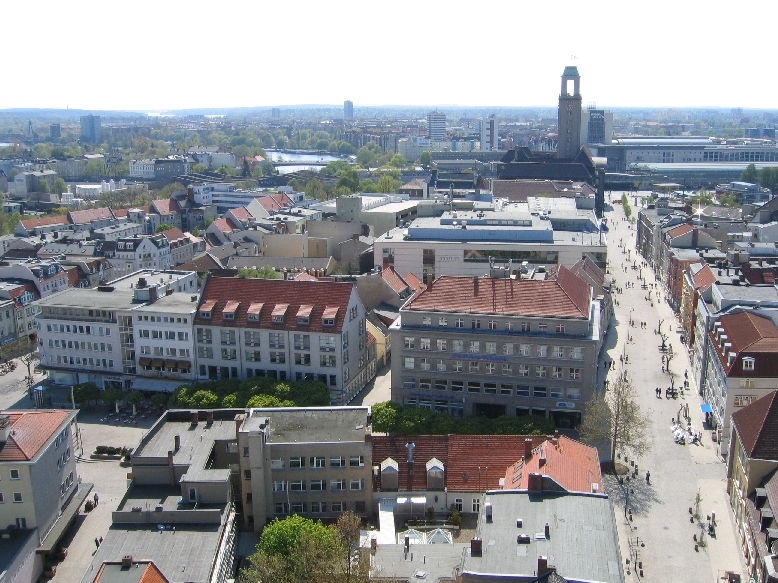
La vieille ville de Berlin-Spandau vu du clocher de l'église Saint-Nicolas

Depuis la réforme de 2001, Spandau est divisé en 9 quartiers (Ortsteil) :
| Quartier                  | Superficie (km²) | Population (01/2017) | Densité (hab/km²) | Carte                   |
| ------------------------- | ---------------- | -------------------- | ----------------- | ----------------------- |
| (0501) Spandau            | 8,029            | 38 676               | 4 817             | District map of Spandau |
| (0502) Haselhorst         | 4,728            | 15 542               | 3 287             | District map of Spandau |
| (0503) Siemensstadt       | 5,661            | 13 237               | 2 338             | District map of Spandau |
| (0504) Staaken            | 10,884           | 44 937               | 4 129             | District map of Spandau |
| (0505) Gatow              | 10,113           | 4 232                | 418               | District map of Spandau |
| (0506) Kladow             | 14,779           | 15 824               | 1 071             | District map of Spandau |
| (0507) Hakenfelde         | 20,381           | 28 709               | 1 409             | District map of Spandau |
| (0508) Falkenhagener Feld | 6,879            | 37 760               | 5 489             | District map of Spandau |
| (0509) Wilhelmstadt       | 10,422           | 41 025               | 3 936             | District map of Spandau |
| Arrondissement de Spandau | 91,878           | 239 942              | 2 612             | District map of Spandau |

## Patrimoine
- La citadelle de Spandau, entièrement entourée d'eau, construite au XVIe siècle.
- La Maison Gothique, plus vieil édifice laïc de Berlin, abrite le musée de Spanau.
- Le fort Hahneberg, édifice construit entre 1882 et 1888 dans le but de défendre Spandau avec la citadelle, mais devint obsolète avant même son achèvement. Il est aujourd'hui possible de le visiter[4].

Le quartier est resté célèbre pour sa prison (démolie depuis et qui ne doit pas être confondue avec la citadelle de Spandau) qui accueillit les sept principaux dignitaires nazis non condamnés à mort au procès de Nuremberg, dont Rudolf Hess (qui y est mort en 1987) et Albert Speer, entre autres.

## Politique

Les 55 délégués élus pour la période 2016-2021 et leurs couleurs partisanes respectives :
SPD 20
CDU 16
AfD 9
Grünen 4
FDP 3
Die Linke 3

Le conseils d'arrondissement sont nommés par 55 délégués bénévoles élus pour cinq ans. La dernière élection a eu lieu le 18 septembre 2016, en parallèle des élections législatives.

### Maire d'arrondissement
- 2001–2011 Konrad Birkholz (CDU)
- depuis 201100Helmut Kleebank (SPD)

### Jumelages
- Siegen (Rhénanie-du-Nord-Westphalie) (Allemagne) depuis 1952
- Luton (Royaume-Uni) depuis 1959
- Asnières-sur-Seine (France) depuis 1959
- Ashdod (Israël) depuis 1968
- Iznik (Turquie) depuis 1987
- Boca Raton (États-Unis) depuis de 1987 à mai 2003
- Nauen (Allemagne) depuis 1988

## Fils et filles de Spandau

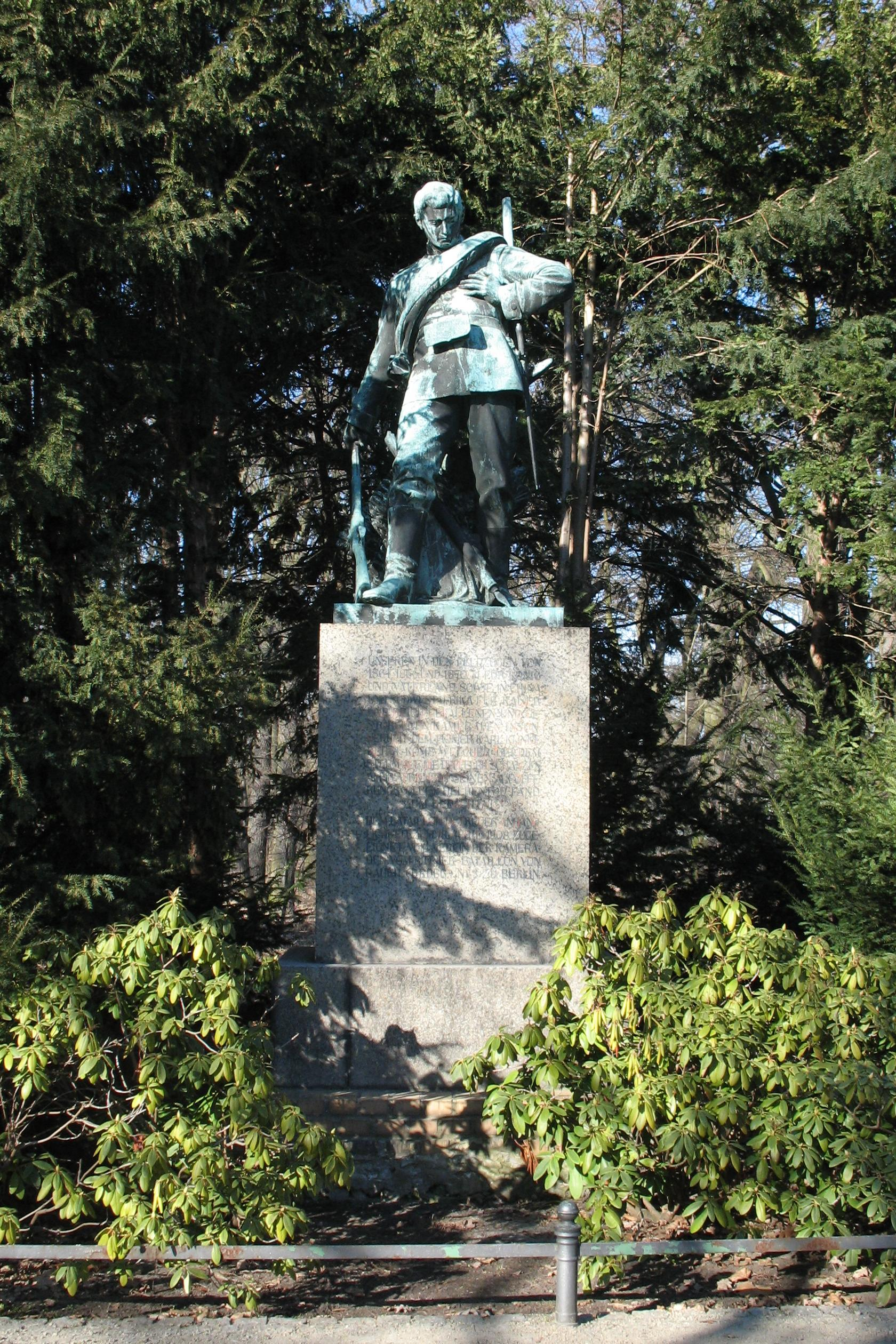
Carl Klinke (de Wilhelm Wandschneider)

- Georg Friedrich Brandt (1773-1836), bassoniste
- Hans Georg von Plessen (1841–1929), général prussien
- Patrick Baehr, acteur
- Ernst Benda, homme politique et président du Tribunal constitutionnel fédéral
- Grit Boettcher, actrice
- Bela B. (Dirk Felsenheimer), membre du groupe de rock Die Ärzte
- Sascha Grammel, comédien, marionnettiste et ventriloque
- Robert Hoyzer, arbitre radié à vie de la Fédération allemande de football, pour avoir pris part à des matchs truqués
- Oli.P (de son vrai nom Oliver Petszokat), chanteur
- Ronald Rauhe, kayakiste et plusieurs autres champions olympique
- Ivan Rebroff (de son vrai nom Hans-Rolf Rippert), chanteur
- Daniel Rimkus, auteur-compositeur
- Matthias Roeingh (nom d'artiste Dr. Motte), cofondateur de la Loveparade
- Erna Sack, chanteuse
- Sıla Şahin, actrice germano-turque
- Friedrich Schumann, tueur en série
- Adel Tawil, chanteur